# Pean (Am visat doi vulturi grei și negri)
Pean, având ca prime versuri Am visat doi vulturi grei și negri, respectiv precizarea „Se dedică lui Sorin Dumitrescu”, este o poezie de Nichita Stănescu din volumul Operele imperfecte, apărut în 1979.